# Formula One Indoor Trophy de 1995
Formula One Indoor Trophy de 1995 foi a sétima edição do Formula One Indoor Trophy. A competição ocorreu nos dia 7 e 8 de Dezembro de 1995.

## Participantes
| Equipe/Scuderia         | Construtor | Chassis | Motor                    | Pneus | Piloto               |
| ----------------------- | ---------- | ------- | ------------------------ | ----- | -------------------- |
| Minardi Scuderia Italia | Minardi    | M195    | Ford Cosworth EDM 3.0 V8 | G     | Luca Badoer          |
| Minardi Scuderia Italia | Minardi    | M195    | Ford Cosworth EDM 3.0 V8 | G     | Giancarlo Fisichella |
| Minardi Scuderia Italia | Minardi    | M195    | Ford Cosworth EDM 3.0 V8 | G     | Pierluigi Martini    |
| Parmalat Forti Ford     | Forti      | FG01    | Ford Cosworth EDD 3.0 V8 | G     | Giovanni Lavaggi     |
| Parmalat Forti Ford     | Forti      | FG01    | Ford Cosworth EDD 3.0 V8 | G     | Andrea Montermini    |
| Parmalat Forti Ford     | Forti      | FG01    | Ford Cosworth EDD 3.0 V8 | G     | Vittorio Zoboli      |

## Resultados

### Fase Preliminar
| Pos | Piloto               | Equipe       | Pontos |
| --- | -------------------- | ------------ | ------ |
| 1   | Giancarlo Fisichella | Minardi-Ford | 10     |
| 2   | Luca Badoer          | Minardi-Ford | 8      |
| 3   | Pierluigi Martini    | Minardi-Ford | 5      |
| 4   | Andrea Montermini    | Forti-Ford   | 4      |
| 5   | Giovanni Lavaggi     | Forti-Ford   | 3      |
| 6   | Vittorio Zoboli      | Forti-Ford   | 0      |

### Fase Final
|  | Semifinais           | Semifinais           |   |                   | Final             | Final |  |
|  |                      |                      |   |                   |                   |       |  |
|  |                      |                      |   |                   |                   |       |  |
|  | Luca Badoer          | 2                    |   |                   |                   |       |  |
|  | Andrea Montermini    | 0                    |   |                   |                   |       |  |
|  |                      |                      |   |                   |                   |       |  |
|  |                      |                      |   |                   |                   |       |  |
|  |                      |                      |   |                   | Luca Badoer       | 2     |  |
|  |                      | Giancarlo Fisichella | 0 |                   |                   |       |  |
|  |                      |                      |   |                   |                   |       |  |
|  |                      |                      |   |                   |                   |       |  |
|  |                      |                      |   |                   | Terceiro lugar    |       |  |
|  |                      |                      |   |                   |                   |       |  |
|  | Pierluigi Martini    | 1                    |   | Pierluigi Martini | 2                 |       |  |
|  | Giancarlo Fisichella | 2                    |   |                   | Andrea Montermini | 0     |  |

#### Resultado Final
| Formula One Indoor Trophy de 1994 |
| Luca Badoer                       |
| --------------------------------- |
| Luca Badoer Vencedor (1º título)  |